# 839

## Úmrtí
- Egbert
- Wiglaf – král Mercie

## Hlavy státu
- Velkomoravská říše – Mojmír I.
- Papež – Řehoř IV.
- Anglie
  - Wessex a Kent – Egbert – Ethelwulf
  - Mercie – Wiglaf
- Franská říše – Ludvík I. Pobožný + Lothar I. Franský
- První bulharská říše – Presjan
- Byzanc – Theofilos
- Svatá říše římská – Ludvík I. Pobožný + Lothar I. Franský
- Japonsko – Ninmjó